# Maison située 23 rue Zmaj Jovina à Novi Sad
La maison située 23 rue Zmaj Jovina à Novi Sad (en serbe cyrillique : Кућа у Змај Јовиној улици бр. 23 у Новом Саду ; en serbe latin : Kuća u Zmaj Jovinoj ulici br. 23 u Novom Sadu) est située à Novi Sad, la capitale de la province autonome de Voïvodine, en Serbie. En raison de sa valeur patrimoniale, elle est inscrite sur la liste des monuments culturels protégés de la république de Serbie (identifiant n° SK 1527).

## Présentation
Dans cette maison de la rue Zmaj Jovina ont vécu Svetozar Miletić (1826-1901), l'un des principaux défenseurs des Serbes de Voïvodine au sein de l'Autriche-Hongrie, maire de Novi Sad, et Jaša Tomić (1856-1922), un autre homme politique serbe ; dans l'entre-deux-guerres, la maison a appartenu à la veuve Marta Kuzmanović et, après la Seconde Guerre mondiale, à la famille Vasiljević. Au rez-de-chaussée se trouvait le magasin d'artisanat des frères Vučkov.

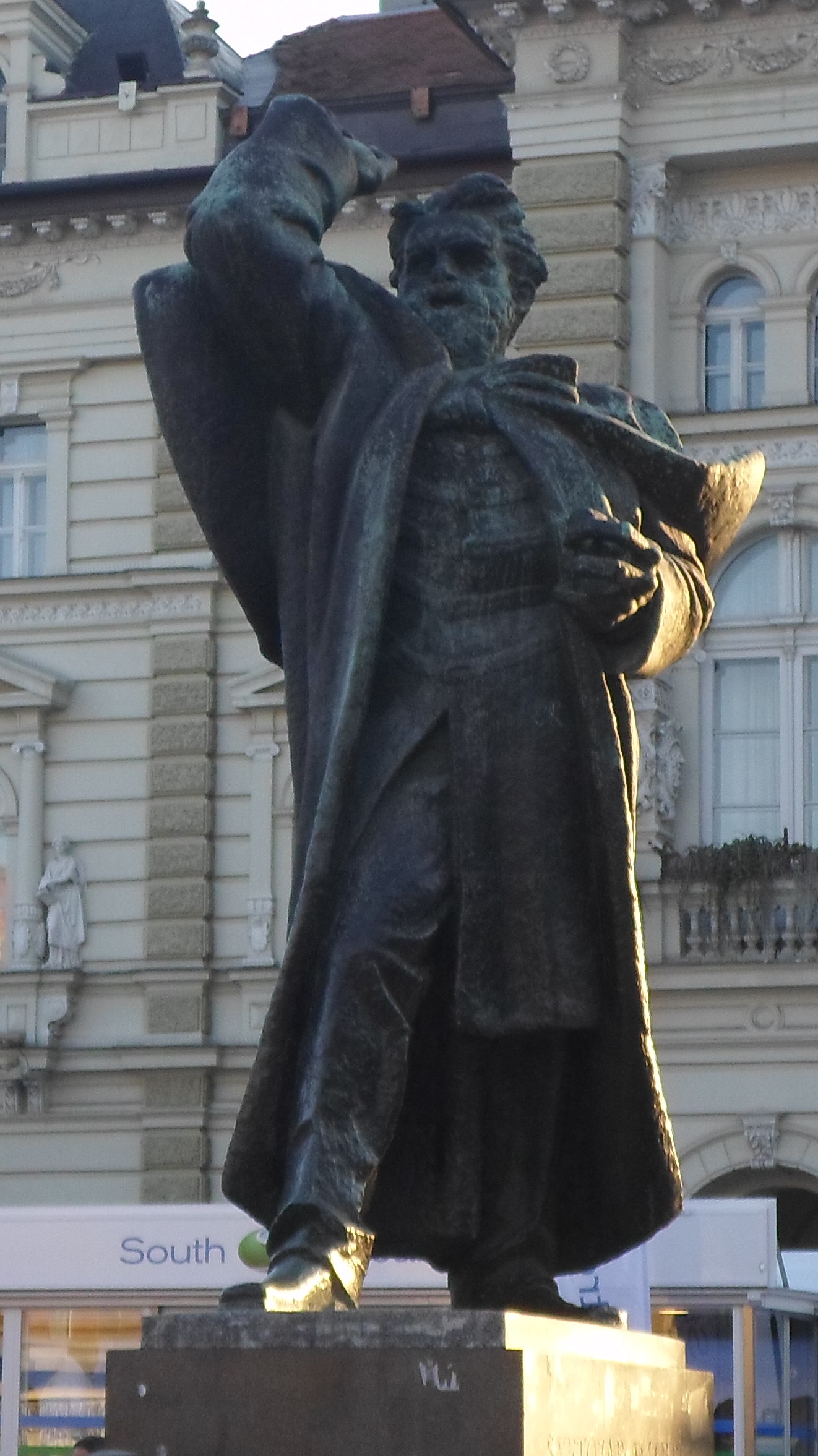
Le monument de Svetozar Miletić à Novi Sad, sur le Trg slobode
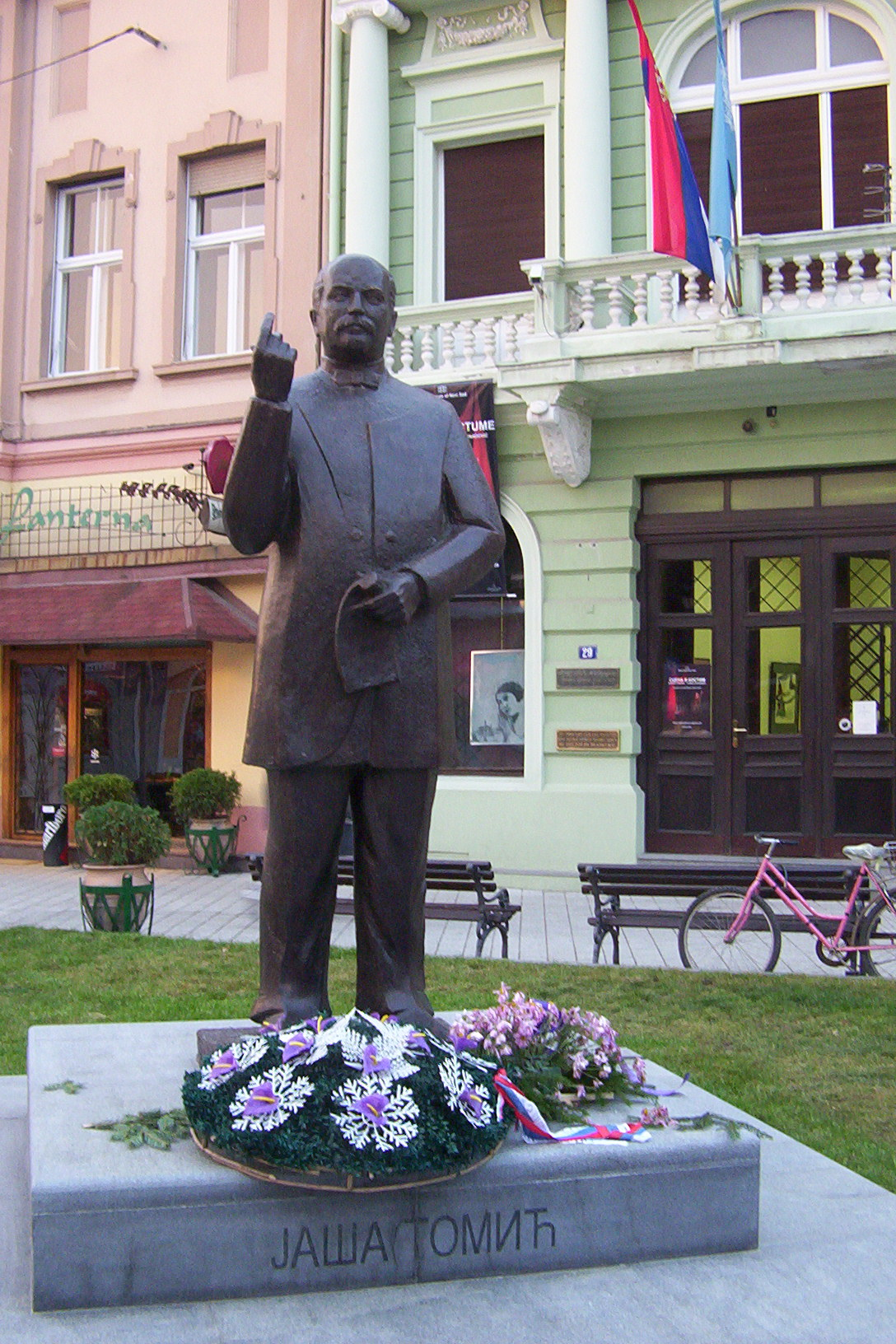
Statue de Jaša Tomić à Novi Sad dans la rue Dunavska